# Tunisien i olympiska sommarspelen 1972
Tunisien deltog i de olympiska sommarspelen 1972 med en trupp bestående av 35 deltagare. De erövrade en silvermedalj.

## Medaljer

### Silver
- Mohammed Gammoudi - Friidrott, 5 000 meter